# Tuono Pettinato
Andrea Paggiaro, mais conhecido como Tuono Pettinato, (Pisa, 27 de setembro de 1976 — 14 de junho de 2021) foi um ilustrador de história em quadrinhos italiano.

## Biografia
Pettinato iniciou sua carreira no mundo dos comics na década de 2000. Produziu histórias em quadrinhos biográficas de personalidades como Alan Turing, Freddie Mercury, Giuseppe Garibaldi e Galileu Galilei, entre outros, e trabalhou com publicações como Hobby Comics, Pic Nic, XL, Animals e Linus.
Ele faleceu em 14 de junho de 2021 aos 44 anos, após uma longa doença.

## Principais obras
- Apocalypso! Gli anni dozzinali, Coniglio Editore, 2010
- Garibaldi. Resoconto veritiero delle sue valorose imprese, ad uso delle giovani menti, Rizzoli Lizard, 2010
- Il magnifico lavativo, TopiPittori, 2011
- Enigma. La strana vita di Alan Turing, Rizzoli Lizard, 2012
- Corpicino, GRRRzetic, 2013
- Nevermind, Rizzoli Lizard, 2014
- OraMai, CNR Edizioni, 2014
- We are the champions, texto de Dario Moccia, Rizzoli Lizard, 2016
- Big in Japan, texto de Dario Moccia, Rizzoli Lizard, 2018